# Vẹt đuôi dài lam tía
Anodorhynchus hyacinthinus là một loài chim trong họ Psittacidae.
Đây là loài bản địa Trung và Đông Nam Mỹ.
- Kích thước: Chiều dài từ đầu đến mũi đuôi khoảng 100 cm; cân nặng: 1,2 – 1,7 kg (Trưởng thành)
- Phân bố: Trung và Đông Nam Mỹ.
- Tên khoa học:  Anodorhynchus hyacinthinus
- Đặc điểm: Anodoorhynchus hyacinthinus là một loài chim trong họ Psittacidae, tuổi thọ 50 năm (trong tự nhiên) vẹt Macaw càng lớn thì tuổi thọ càng dài. Là loài vẹt có kích thước to, hòa đồng và hết sức ồn ào. Chúng rất tình cảm và trung thành. Vẹt lam tía chủ yếu ăn hạt và trái cây của các loài thực vật bản địa. Với chiếc mỏ mạnh mẽ có thể tạo ra lực cắn 140.000 kg/m2, chúng có thể làm vỡ nhiều loại hạt cứng như mắc ca, quả hạch Brazil và thậm chí là cả sọ dừa
- Sinh sản: Chỉ những con chim từ 1 tuổi, khỏe mạnh, với bộ lông rực rỡ mới được phép sinh sản. Thông thường vẹt trước khi giao phối, chúng bắt đầu nhẹ nhàng chạm vào lông trên đầu của nhau, cũng như trên cổ và gần đuôi. 3-4 tuần sau khi giao phối, con cái bắt đầu đẻ trứng.Việc nở thường kéo dài khoảng 24-25 ngày. Ngay sau khi xuất hiện con đầu tiên, con cái di chuyển đến nơi khác làm tổ và bắt đầu ấp chúng. Lúc đầu, con con mới sinh hoàn toàn phụ thuộc vào người mẹ. Chim lớn lên vẫn ở với bố mẹ, mở rộng đàn và củng cố mối quan hệ với nhau. Vẹt là loài một vợ một chồng trong tự nhiên và tạo thành một cặp một lần và suốt đời.

## Hình ảnh

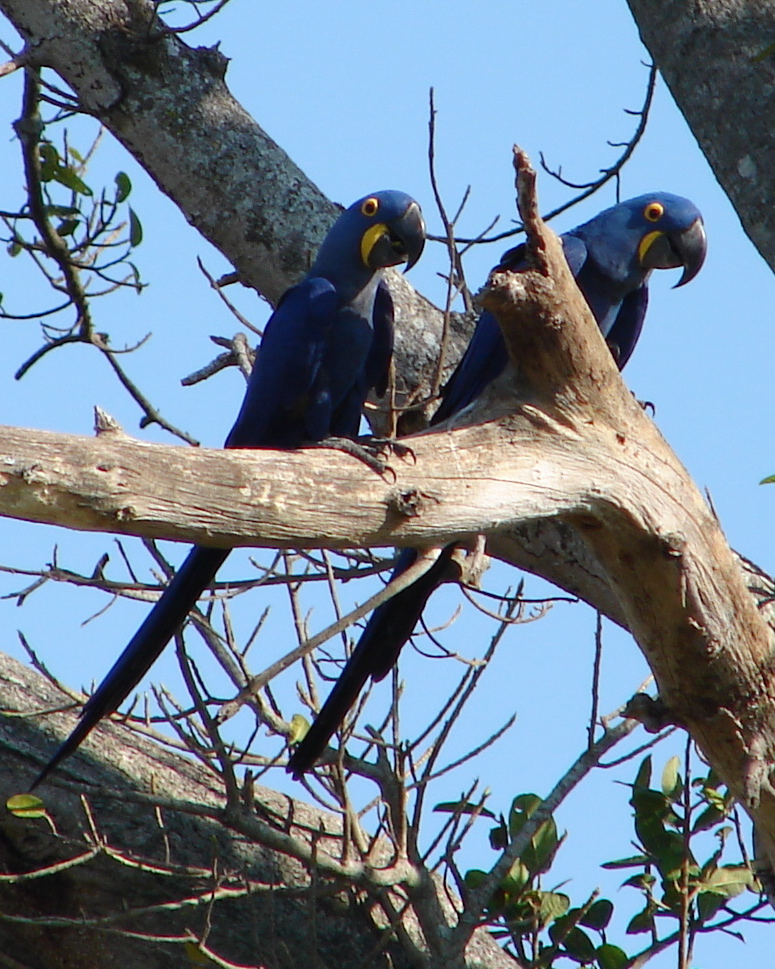
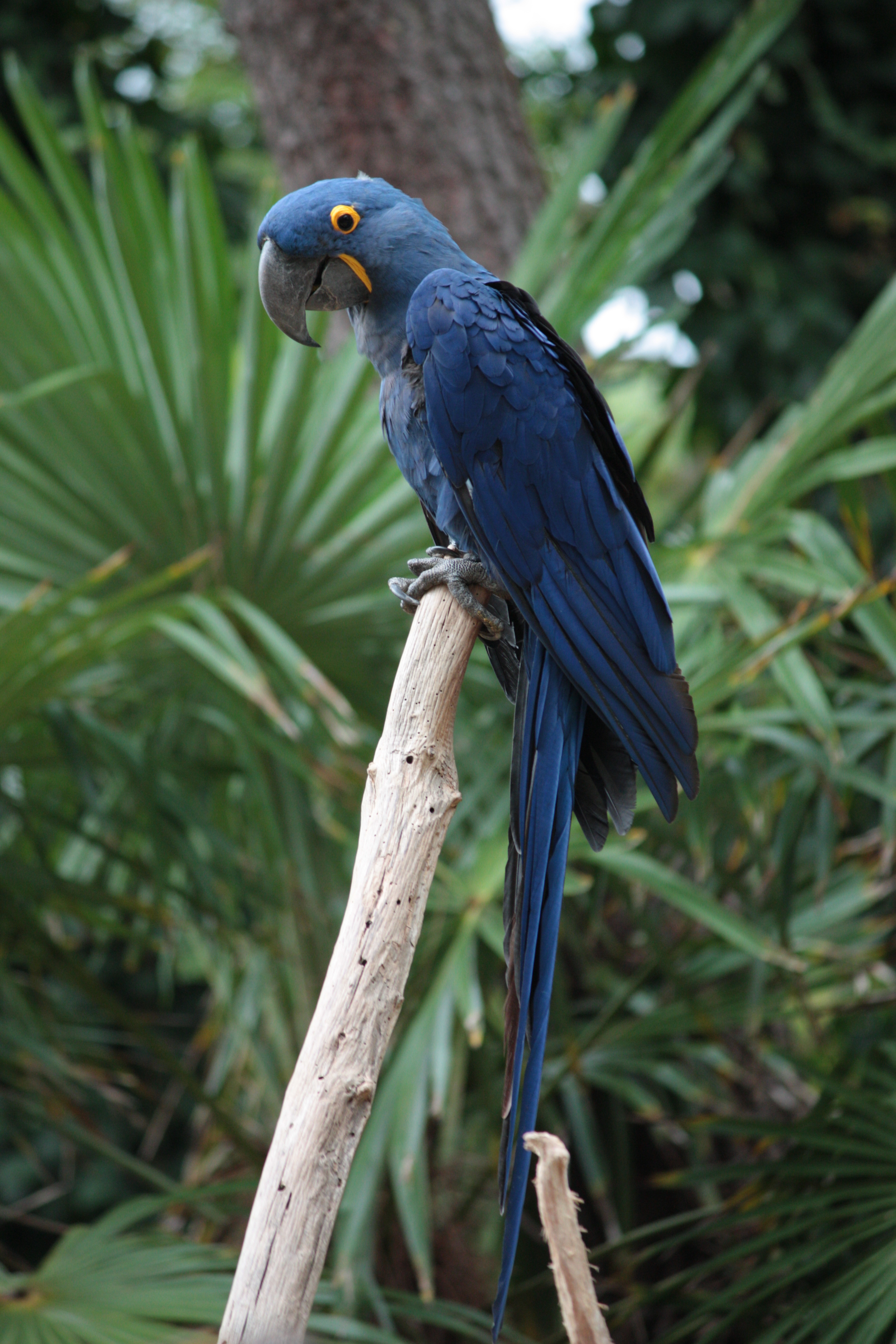
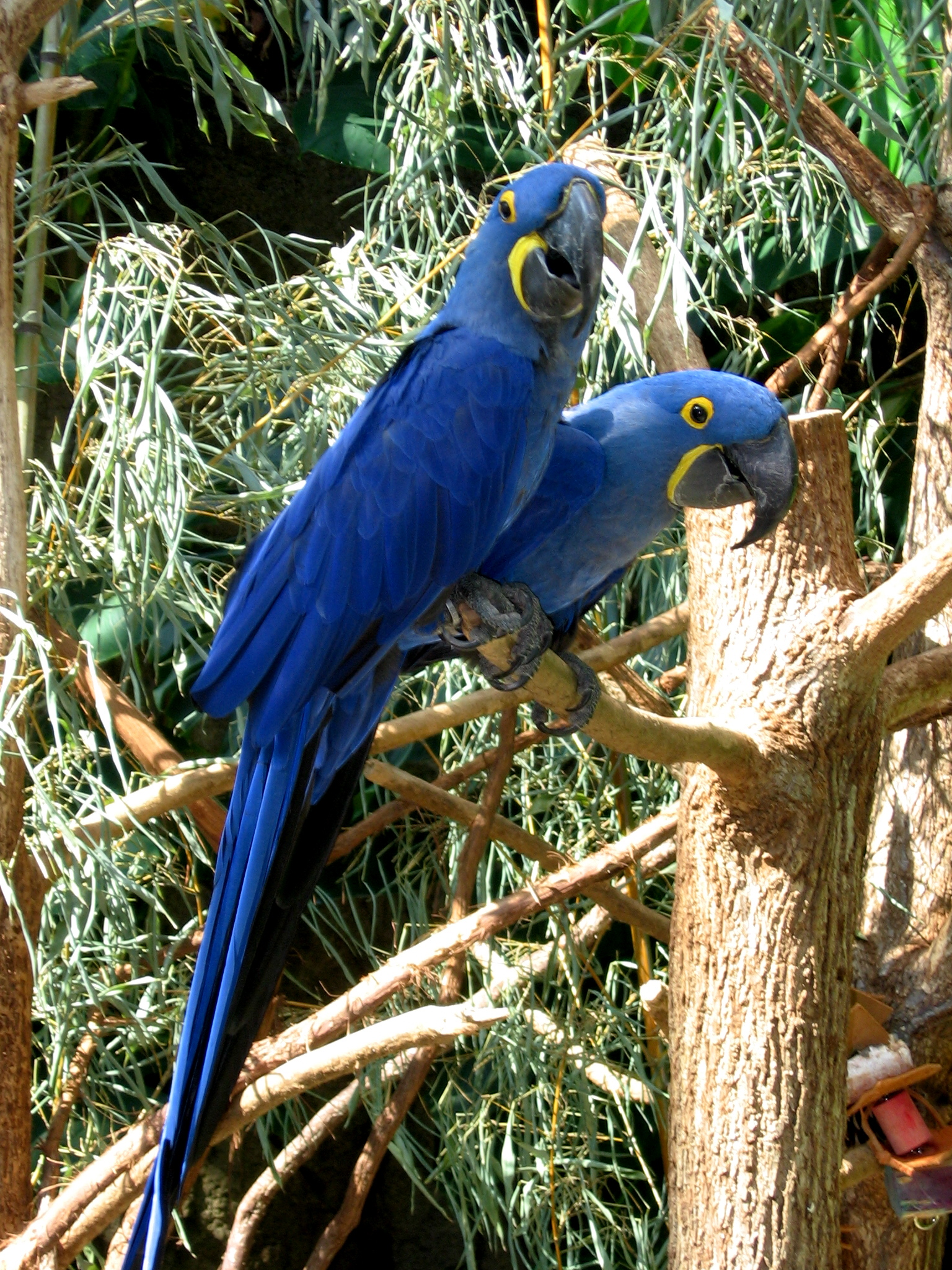
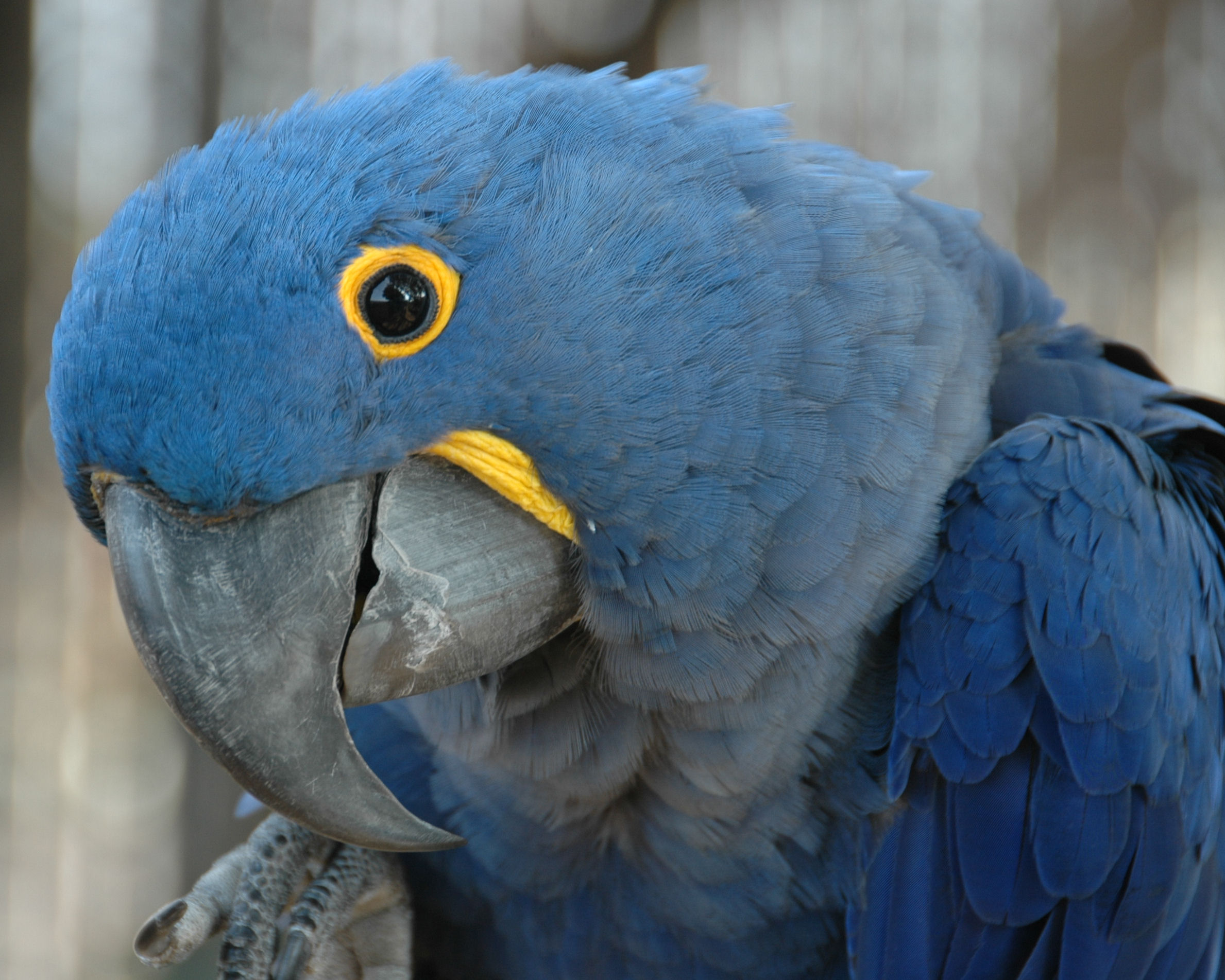
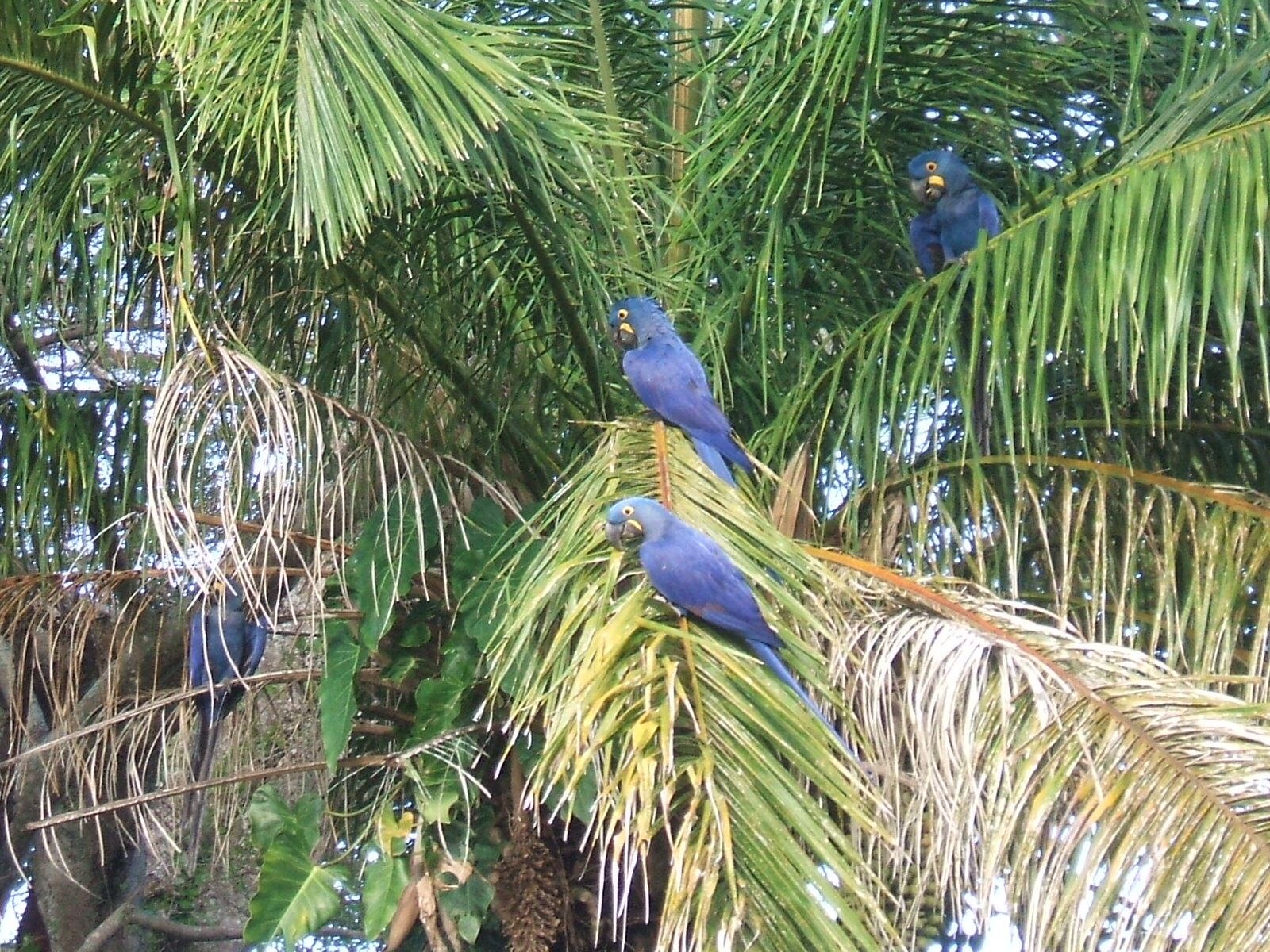
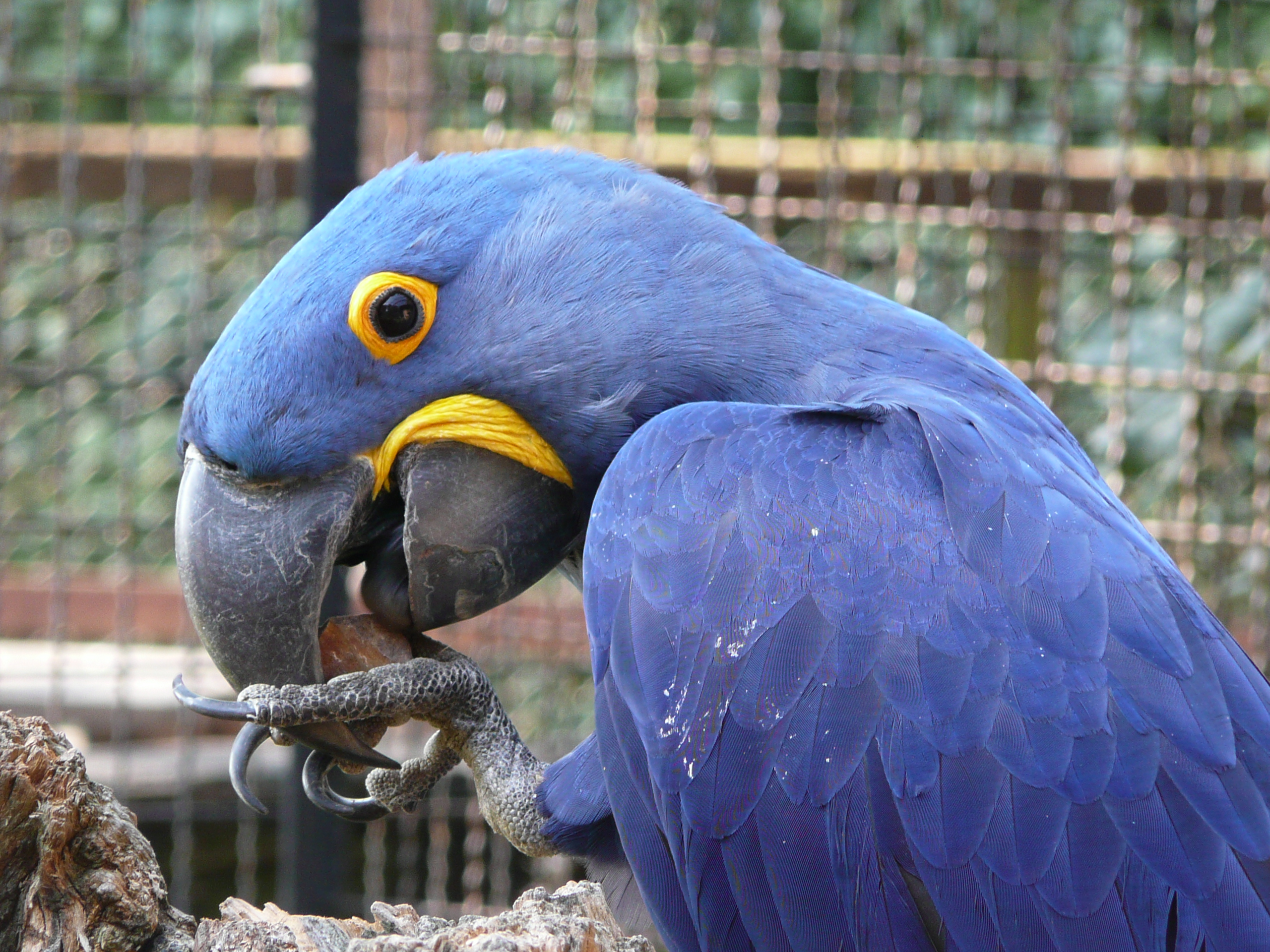